# جون إف. كاريو
جون إف. كاريو هو محامي وقاضي وسياسي أمريكي، ولد في 16 أبريل 1873 في Williamsburg, Brooklyn ‏ في الولايات المتحدة، وتوفي في 10 أبريل 1951 في روكفيل سنتر في الولايات المتحدة. نشط حزبياً في الحزب الديمقراطي. وقد انتخب عضو جمعية ولاية نيويورك ‏ وانتخب عضو مجلس النواب الأمريكي ‏.